# Шаховской, Степан Афанасьевич
Князь Степан Афанасьевич Шаховской — московский дворянин и воевода во времена правления Михаила Фёдоровича.
Из княжеского рода Шаховские. Второй сын князя Афанасия Васильевича Шаховского по прозванию «Ксень». Имел братьев, князей: торопецкого дворянина Богдана Афанасьевича по прозванию «Хромой» и стряпчего Ивана Афанасьевича по прозванию «Овчина».

## Биография
Показан в жильцах. В 1618 году защищал столицу при осаде Москвы в нашествие польского королевича Владислава IV, за что пожалован вотчиной.
В 1627—1640 годах в Боярской книге записан в московских дворянах.
В 1641—1643 годах воевода в Гороховце.
По родословной росписи показан бездетным.